# Viaur
Der Viaur ist ein Fluss in Südfrankreich, in der Region Okzitanien.

## Geographie
Er entspringt östlich von Vézins-de-Lévézou, fließt in Ost-West-Richtung parallel zu dem nördlich verlaufenden Aveyron und dem südlich verlaufenden Tarn und mündet nach einer Strecke von 168 Kilometern bei Saint-Martin-Laguépie als linker Nebenfluss in den Aveyron. Der Viaur fließt durch ein wenig besiedeltes Tal, auf über 100 km berührt der Fluss keine Stadt.

## Durchquerte Départements
- Aveyron
- Tarn
- Tarn-et-Garonne

## Orte am Fluss
- Pont-de-Salars
- Saint-Martin-Laguépie

## Sehenswürdigkeiten
Bei Tauriac-de-Naucelle überspannt ihn der filigrane Viaur-Viadukt (Viaduc du Viaur), die größte Stahlbrücke Frankreichs. Er ist als Monument historique klassifiziert.